# Route nationale 32 (Luxemburg)
Die Route nationale 32, abgekürzt N 32, ist eine 269 km kurze luxemburgische Nationalstraße, die innerhalb des Kantons Esch/Alzette die Strecke zwischen Monerich und Differdingen abdeckt.

## Aktueller Verlauf (Stand September 2023)
Die N32 beginnt in Sanem, verläuft dann in Richtung Reckingen/Mess, weiter an der A13 in Differdingen (Zu-/Ausfahrt 3 der Autobahn ) vorbei und endet seit der Inbetriebnahme der Rocade de Differdange im anschließenden Gewerbegebiet.
Die Gesamtlänge der Trasse beträgt 7 km.

## Seitenäste
Die N32A ist ein sehr kurzer Seitenast, der die Verbindung zur CR 174 in Soleuvre schafft.

## Historische Entwicklung
- Bis 1958 war die Trasse der Straße von Petingen nach Athus als N32 gewidmet.
- Ab 1958 wurde die heutige Trasse, bei der es sich um eine alte und kurze luxemburgische Nationalstraße, die den Bahnhof Pétange bediente, in N32 gewidmet. Diese Achse folgt auf einen nicht nummerierten Weg, der in der vom Staat übernommenen Wegetabelle aufgeführt ist und dem 1874 klassifizierten Straße von Longwy zum Bahnhof Petingen entspricht. Die Nummer wird seit 2021 wiederverwendet, um die Verbindung zwischen der RN32 und der CR174 in Soleuvre zu bezeichnen. Diese Achse entspricht einem aufgegebenen Teil der heutigen N 32.
- Seit 1990 wird die N 32 für eine neue geplante Umgehungsstraße von Sanem nach Soleuvre wiederverwendet. Mit Gesetz vom 15. Dezember 2021, Diese Achse wird von Aresdorferhaff (Sanem) bis zum Differdinger Ring verlängert. Der alte Abschnitt in Richtung Soleuvre wurde auf die RN32A übertragen.